# Liga de Voleibol Argentina de 2024–25
A Liga de Voleibol Argentina de 2024–25, oficialmente LVA RUS de 2024–25 por questão de patrocínio, é a 29.ª edição da primeira divisão do campeonato argentino de voleibol, competição esta organizada pela Associação de Clubes da Liga Argentina de Voleibol (ACLAV). O torneio iniciou no dia 14 de novembro de 2024 e contou com a participação de 10 equipes provenientes de 6 cidades argentinas.

## Regulamento
O torneio foi divido na fase regular e na fase dos playoffs.
Fase regular
Disputada em circuitos. O Circuito 1 ocorrendo no período de 14 a 17 de novembro, sediada em Buenos Aires; já o Circuito 2 se realizará em Tucumán, de 28 de novembro a 1 de dezembro. O Circuito 3, retorna a Buenos Aires, encerrando o ano de 2024, de 12 a 15 de dezembro.
A liga volta a ser disputada entre 16 a 19 de janeiro de 2025 com a realização do Circuito 4 em Banfield. O Circuito 5 cuja sede em Comodoro Rivadavia prevista para ocorrer entre 30 de janeiro a 2 de fevereiro. O Circuito 6, a última fase classificatória tendo como sede em Formosa, de 20 a 23 de fevereiro.
Fase dos playoffs
Os playoffs previstos para iniciar em março, com as quartas de final em formato Circuito sendo disputadas de 5 a 9 e as semifinais começando no dia 14 do mesmo mês, mas com clubes locais disputando partidas em melhor de três. A final será em melhor de cinco partidas e acontecerá a partir do dia 4 de abril.

## Equipes participantes
A seguir a lista das equipes que se qualificaram para competir a LVA RUS de 2023–24.
| Equipe                 | Cidade                      | Última participação | Temporada 2023–24       |
| ---------------------- | --------------------------- | ------------------- | ----------------------- |
| Ciudad Vóley           | Buenos Aires                | 2023–24             | Campeão                 |
| Policial Vóley         | Formosa                     | 2023–24             | 2.º                     |
| River Plate            | Buenos Aires                | 2023–24             | 4.º                     |
| Monteros Vóley Club    | Monteros                    | 2023–24             | 5.º                     |
| Defensores de Banfield | Lomas de Zamora             | 2023–24             | 6.º                     |
| San Lorenzo            | Buenos Aires                | 2023–24             | 7.º                     |
| Boca Juniors           | Buenos Aires                | 2023–24             | 9.º                     |
| Tucumán de Gimnasia    | São Miguel de Tucumã        | 2023–24             | 10.º                    |
| Waiwen Vóley           | Comodoro Rivadavia          | Estreante           | Campeão da Liga A2      |
| CEF N°5                | Rioja (cidade da Argentina) | Estreante           | Vice-campeão da Liga A2 |
| Vélez Sarsfield        | Buenos Aires                | 2006–07             | Liga A2                 |

Nota
DES ^  Após desistência da equipe do Policial Vóley, após dezessete anos o Vélez Sarsfield herda a vaga deste competidor e retorna a elite nacional

## Critérios de classificação no grupo
1. Número de vitórias;
2. Razão de sets;
3. Razão de pontos;
4. Resultado da última partida entre os times empatados;
5. Razão de sets entre os times empatados;
6. Razão de pontos entre os times empatados;
7. Sorteio.

- Placar de 3–0 ou 3–1: 3 pontos para o vencedor, nenhum para o perdedor;
- Placar de 3–2: 2 pontos para o vencedor, 1 para o perdedor.

## Fase regular

### Classificação
|  | Classificado os playoffs |
|  | Rebaixado para a Liga A2 |

|     |                        |     | Jogos | Jogos | Jogos | Resultados | Resultados | Resultados | Resultados | Resultados | Resultados | Sets | Sets | Sets  | Pontos | Pontos | Pontos |
| Pos | Equipe                 | Pts | T     | V     | D     | 3–0        | 3–1        | 3–2        | 2–3        | 1–3        | 0–3        | V    | P    | R     | V      | P      | R      |
| --- | ---------------------- | --- | ----- | ----- | ----- | ---------- | ---------- | ---------- | ---------- | ---------- | ---------- | ---- | ---- | ----- | ------ | ------ | ------ |
| 1   | CEF N°5                | 24  | 9     | 8     | 1     | 5          | 2          | 1          | 1          | 0          | 0          | 26   | 7    | 3.714 | 800    | 715    | 1.119  |
| 2   | Monteros Vóley Club    | 18  | 9     | 6     | 3     | 2          | 3          | 1          | 1          | 2          | 0          | 22   | 14   | 1.571 | 840    | 810    | 1.037  |
| 3   | San Lorenzo            | 16  | 9     | 6     | 3     | 2          | 2          | 2          | 0          | 2          | 1          | 20   | 15   | 1.333 | 812    | 771    | 1.053  |
| 4   | Ciudad Vóley           | 14  | 6     | 5     | 1     | 2          | 2          | 1          | 0          | 0          | 1          | 15   | 7    | 2.143 | 535    | 481    | 1.112  |
| 5   | Tucumán de Gimnasia    | 13  | 9     | 4     | 5     | 2          | 1          | 1          | 2          | 1          | 2          | 17   | 18   | 0.944 | 815    | 778    | 1.048  |
| 6   | Boca Juniors           | 11  | 7     | 3     | 4     | 1          | 1          | 1          | 3          | 0          | 1          | 15   | 15   | 1,000 | 673    | 667    | 1.009  |
| 7   | River Plate            | 10  | 7     | 3     | 4     | 1          | 1          | 1          | 2          | 1          | 1          | 14   | 15   | 0.933 | 657    | 642    | 1.023  |
| 8   | Waiwen Vóley           | 9   | 9     | 4     | 5     | 0          | 1          | 3          | 0          | 4          | 1          | 16   | 22   | 0.727 | 819    | 873    | 0.938  |
| 9   | Defensores de Banfield | 6   | 8     | 1     | 7     | 0          | 1          | 0          | 3          | 0          | 4          | 9    | 22   | 0.409 | 634    | 710    | 0.893  |
| 10  | Vélez Sarsfield        | 2   | 9     | 1     | 8     | 0          | 0          | 1          | 0          | 4          | 4          | 7    | 26   | 0.269 | 661    | 803    | 0.823  |

### Resultados
| Mandante \ Visitante   | CBJ | CRP | CSL | CIU | CDB | CTG | MVC | WVC | CEF | CVS |
| ---------------------- | --- | --- | --- | --- | --- | --- | --- | --- | --- | --- |
| Boca Juniors           | —   |     |     |     |     |     |     |     |     |     |
| River Plate            |     | —   |     |     |     |     |     |     |     |     |
| San Lorenzo            |     |     | —   |     |     |     |     |     |     |     |
| Ciudad Vóley           |     |     |     | —   |     |     |     |     |     |     |
| Defensores de Banfield |     |     |     |     | —   |     |     |     |     |     |
| Tucumán de Gimnasia    |     |     |     |     |     | —   |     |     |     |     |
| Monteros Vóley Club    |     |     |     |     |     |     | —   |     |     |     |
| Waiwen Vóley           |     |     |     |     |     |     |     | —   |     |     |
| CEF N°5                |     |     |     |     |     |     |     |     | —   |     |
| Vélez Sarsfield        |     |     |     |     |     |     |     |     |     | —   |

## Playoffs
|  | Quartas de final | Quartas de final | Quartas de final | Quartas de final | Quartas de final | Quartas de final |   |   | Semifinais | Semifinais | Semifinais | Semifinais | Semifinais | Semifinais |  |  | Final | Final | Final | Final | Final | Final |
|  |                  |                  |                  |                  |                  |                  |   |   |            |            |            |            |            |            |  |  |       |       |       |       |       |       |
|  | março            |                  |                  |                  |                  |                  |   |   |            |            |            |            |            |            |  |  |       |       |       |       |       |       |
|  |                  |                  |                  |                  |                  |                  |   |   |            |            |            |            |            |            |  |  |       |       |       |       |       |       |
|  | A definir        | 0                | 0                | 0                |                  |                  |   |   |            |            |            |            |            |            |  |  |       |       |       |       |       |       |
|  | A definir        | 0                | 0                | 0                | março            |                  |   |   |            |            |            |            |            |            |  |  |       |       |       |       |       |       |
|  | A definir        | 0                | 0                | 0                |                  |                  |   |   |            |            |            |            |            |            |  |  |       |       |       |       |       |       |
|  | A definir        | 0                | 0                | 0                | A definir        | 0                | 0 | 0 |            |            |            |            |            |            |  |  |       |       |       |       |       |       |
|  | março            |                  |                  |                  | A definir        | 0                | 0 | 0 |            |            |            |            |            |            |  |  |       |       |       |       |       |       |
|  |                  | A definir        | 0                | 0                | 0                |                  |   |   |            |            |            |            |            |            |  |  |       |       |       |       |       |       |
|  | A definir        | A definir        | 0                | 0                | 0                | 0                | 0 | 0 |            |            |            |            |            |            |  |  |       |       |       |       |       |       |
|  | A definir        |                  |                  |                  |                  | 0                | 0 | 0 | abril      |            |            |            |            |            |  |  |       |       |       |       |       |       |
|  | A definir        | 0                | 0                | 0                |                  |                  |   |   |            |            |            |            |            |            |  |  |       |       |       |       |       |       |
|  | A definir        | 0                | 0                | 0                | A definir        | 0                | 0 | 0 |            |            |            |            |            |            |  |  |       |       |       |       |       |       |
|  | março            |                  |                  |                  | A definir        | 0                | 0 | 0 |            |            |            |            |            |            |  |  |       |       |       |       |       |       |
|  |                  | A definir        | 0                | 0                | 0                |                  |   |   |            |            |            |            |            |            |  |  |       |       |       |       |       |       |
|  | A definir        | A definir        | 0                | 0                | 0                | 0                | 0 | 0 |            |            |            |            |            |            |  |  |       |       |       |       |       |       |
|  | A definir        | março            |                  |                  |                  | 0                | 0 | 0 |            |            |            |            |            |            |  |  |       |       |       |       |       |       |
|  | A definir        | 0                | 0                | 0                |                  |                  |   |   |            |            |            |            |            |            |  |  |       |       |       |       |       |       |
|  | A definir        | 0                | 0                | 0                | A definir        | 0                | 0 | 0 |            |            |            |            |            |            |  |  |       |       |       |       |       |       |
|  | março            |                  |                  |                  | A definir        | 0                | 0 | 0 |            |            |            |            |            |            |  |  |       |       |       |       |       |       |
|  |                  | A definir        | 0                | 0                | 0                |                  |   |   |            |            |            |            |            |            |  |  |       |       |       |       |       |       |
|  | A definir        | A definir        | 0                | 0                | 0                | 0                | 0 | 0 |            |            |            |            |            |            |  |  |       |       |       |       |       |       |
|  | A definir        |                  |                  |                  |                  |                  |   | 0 |            |            |            |            |            |            |  |  |       |       |       |       |       |       |
|  | A definir        | 0                | 0                | 0                |                  |                  |   |   |            |            |            |            |            |            |  |  |       |       |       |       |       |       |
|  | A definir        | 0                | 0                | 0                |                  |                  |   |   |            |            |            |            |            |            |  |  |       |       |       |       |       |       |

- Todas as partidas em horário local.

### Quartas de final
| Data    | Hora    |           | Placar  |           | Set 1   | Set 2   | Set 3   | Set 4   | Set 5   | Total   | Relatório    |
| 1º x 8º | 1º x 8º | 1º x 8º   | 1º x 8º | 1º x 8º   | 1º x 8º | 1º x 8º | 1º x 8º | 1º x 8º | 1º x 8º | 1º x 8º | 1º x 8º      |
| ------- | ------- | --------- | ------- | --------- | ------- | ------- | ------- | ------- | ------- | ------- | ------------ |
| mar     | 00:00   | A definir | –       | A definir |         |         |         |         |         |         | [ Relatório] |
| 2º x 7º |         |           |         |           |         |         |         |         |         |         |              |
| mar     | 00:00   | A definir | –       | A definir |         |         |         |         |         |         | [ Relatório] |
| 3º x 6º |         |           |         |           |         |         |         |         |         |         |              |
| mar     | 00:00   | A definir | –       | A definir |         |         |         |         |         |         | [ Relatório] |
| 4º x 5º |         |           |         |           |         |         |         |         |         |         |              |
| mar     | 00:00   | A definir | –       | A definir |         |         |         |         |         |         | [ Relatório] |

### Semifinais
| Data    | Hora    |           | Placar  |           | Set 1   | Set 2   | Set 3   | Set 4   | Set 5   | Total   | Relatório    |
| ?º x ?º | ?º x ?º | ?º x ?º   | ?º x ?º | ?º x ?º   | ?º x ?º | ?º x ?º | ?º x ?º | ?º x ?º | ?º x ?º | ?º x ?º | ?º x ?º      |
| ------- | ------- | --------- | ------- | --------- | ------- | ------- | ------- | ------- | ------- | ------- | ------------ |
| mar     | 00:00   | A definir | –       | A definir |         |         |         |         |         |         | [ Relatório] |
| ?º x ?º |         |           |         |           |         |         |         |         |         |         |              |
| mar     | 00:00   | A definir | –       | A definir |         |         |         |         |         |         | [ Relatório] |

### Final
| Data  | Hora  |           | Placar |           | Set 1 | Set 2 | Set 3 | Set 4 | Set 5 | Total | Relatório    |
| ----- | ----- | --------- | ------ | --------- | ----- | ----- | ----- | ----- | ----- | ----- | ------------ |
| 4 abr | 00:00 | A definir | –      | A definir |       |       |       |       |       |       | [ Relatório] |

## Classificação final
| Posição           | Equipe    | Classificação                    |                    |
| ----------------- | --------- | -------------------------------- | ------------------ |
| Medalha de ouro   | A definir | Campeonato Sul-Americano de 2026 |                    |
| Medalha de prata  | A definir | LVA de 2025–26                   |                    |
| Medalha de bronze | A definir | LVA de 2025–26                   |                    |
| 4                 | A definir | LVA de 2025–26                   |                    |
| 5                 | A definir | LVA de 2025–26                   |                    |
| 6                 | A definir | LVA de 2025–26                   |                    |
| 7                 | A definir | LVA de 2025–26                   |                    |
| 8                 | A definir | LVA de 2025–26                   |                    |
| 9                 | A definir | LVA de 2025–26                   |                    |
| 10                | A definir | LVA de 2025–26                   | Liga A2 de 2025–26 |

| Liga de Voleibol Argentina de 2024–25 |
| Predefinição:Country data ?           |
| ------------------------------------- |
| A definir Campeão (?.º título)        |

| Elenco  |
| ------- |
|         |
| Técnico |
|         |

## Premiações individuais
Os atletas que se destacaram individualmente foramː
| - Most Valuable Player (MVP) A definir (Time) - Melhor levantador A definir (Time) - Melhores ponteiros A definir (Time) | - Melhores centrais A definir (Time) - Melhor oposto A definir (Time) - Melhor líbero A definir (Time) |